# 逆転裁判2 -蘇る真実、再び…-
『逆転裁判2 -蘇る真実、再び…-』（ぎゃくてんさいばんツー よみがえるしんじつ、ふたたび）は、宝塚歌劇団のミュージカル。
形式名は「バウ・ロマン」。2幕。
原作・監修・制作協力は株式会社カプコン。

## 概要
カプコンの法廷アドベンチャーゲーム『逆転裁判』を原作とする第2作。前作『逆転裁判 -蘇る真実-』の好評を受け、2009年3月2日に同じ宙組による続編『逆転裁判2』の公演が発表された。
前作と同じく鈴木圭が脚本と演出を担当し、宝塚バウホール（2009年8月20日 - 8月31日）と赤坂ACTシアター（2009年9月5日 - 9月15日）で公演した。なお、退団者の都合上キャスト変更などがある。
第3作『逆転裁判3 検事マイルズ・エッジワース』（2013年1月初演）では、本作で脇役であったマイルズ・エッジワースが主役となり、本作で同役を演じた悠未ひろが主演している。

## 出演者
- 蘭寿とむ[5][6]
- 美風舞良[5][6]
- 悠未ひろ[5][6]
- 風莉じん[5][6]
- 春風弥里[5][6]
- 純矢ちとせ[5][6]
- 七海ひろき[5][6]
- 美影凜[5][6]
- 光海舞人[5][6]
- 天風いぶき[5][6]

- 藤咲えり[5][6]
- 笹良える[5][6]
- すみれ乃麗[5][6]
- 天輝トニカ[5][6]
- 紗羽優那[5][6]
- 夢莉みこ[5][6]
- 千紗れいな[5][6]
- 安里舞生[5][6]
- 愛月ひかる[5][6]
- 七瀬りりこ[5][6]

- 愛白もあ[5][6]
- 夢涼りあん[5][6]
- 風海恵斗[5][6]
- 雪乃心美[5][6]
- 桜音れい[5][6]
- 星月梨旺[5][6]
- 花咲あいり[5][6]
- 輝海せいや[5][6]
- 光あけみ（専科）[5][6]

※宝塚では春瀬央季は8月30日から休演していた。

## 主な配役
※「（）」は原作の人物に対応する。なお、これら対応人物については出典していない（2018年9月現在）。
- フェニックス・ライト[7][8]（成歩堂龍一） - 蘭寿とむ

- ローズ・アレイア[7][8]（オリジナルキャラクター） - 光あけみ
- ロッタ・ハート[7][8]（大沢木ナツミ） - 美風舞良
- マイルズ・エッジワース[7][8]（御剣怜侍） - 悠未ひろ
- 裁判長[7][8] - 風莉じん
- ディック・ガムシュー[7][8]（糸鋸圭介） - 春風弥里
- ルーチェ・アレイア[7][8]（オリジナルキャラクター） - 純矢ちとせ
- ローランド・スミス[7][8]（オリジナルキャラクター） - 七海ひろき
- メアリー・ウェーバー[7][8] - 美影凜
- ルード・ベス[7][8] - 光海舞人
- フランジスカ・ヴォン・カルマ[7][8]（狩魔冥） - 藤咲えり
- マヤ・フェイ[7][8]（綾里真宵） - すみれ乃麗